# Андреев, Владимир Иванович (прокурор)
Владимир Иванович Андреев (р. 1938) — заместитель генерального прокурора СССР, государственный советник юстиции 1-го класса (1989), заслуженный работник прокуратуры.

## Биография
В 1957-1960 инструктор, заведующий отделом Барабинского городского комитета комсомола, секретарь комсомольской организации совхоза. В 1965 окончил Томский государственный университет по специальности ¨Правоведение¨. В 1965-1966 судья Центрального районного суда Омска. В 1966-1971 инструктор отдела административных органов Омского областного комитета КПСС. В 1971-1978 первый заместитель прокурора Омской области. В 1978-1986 инструктор отдела административных органов ЦК КПСС. В 1986-1989 начальник отдела, начальник управления, старший помощник генерального прокурора СССР, а в 1989-1992 его заместитель. В 1992 прокурор военной части № 9373. В 1992-1994 вице-президент по правовым вопросам компаний "Интеррос" и ТОО "ЛИКО-Проммаркет". В 1994-1997 главный юрисконсульт договорно-правового управления, советник, главный советник президента по правовым вопросам КБ "Кредобанк". В 1997-2000 начальник управления кадров и государственной службы ВАС РФ. Член Международной академии духовного единства народов мира, проживает в Москве.

### Звания
- государственный советник юстиции 1-го класса (9 августа 1989).

## Публикации
Автор ряда публикаций по проблемам теории права, исправительно-трудового права.